# Bressieux
 Bressieux  es una población y comuna francesa, en la región de Ródano-Alpes, departamento de Isère, en el distrito de Grenoble y cantón de Saint-Étienne-de-Saint-Geoirs.

## Demografía
| 69 | 70 | 76 | 109 | 96 | 89 |
| Para los censos de 1962 a 1999 la población legal corresponde a la población sin duplicidades (Fuente: INSEE [Consultar]) |    |    |     |    |    |